# 南非布尔什维克党
南非布尔什维克党（英語：Bolsheviks Party of South Africa）是南非林波波省的一个共产主义政党。
该党致力于建立一个更加平等的社会，并争取将穆特塞地区从林波波省划入姆普马兰加省
。
该党参加了2016年南非市政选举，在埃利亚斯·莫措阿莱迪地方市（属于塞库库涅区市）赢得3个席位，并在林波波省参加了2019年南非大选，但未能赢得席位。